# Tim Ost
Tim Ost (Geraardsbergen, 13 november 1984) is een Vlaamse acteur en stuntman. Hij is vooral bekend als Tom Vaneetvelde in Echte Verhalen: De Buurtpolitie.

## Biografie
Sinds 2008 is hij begonnen als acteur en was hij te zien in diverse kortfilms. In 2010 heeft hij de beslissing genomen om een cursus te volgen tot stuntperformer in Engeland. Vanaf dat moment combineert hij acteren en stuntwerk op een professioneel niveau.
Van 2017 tot en met 2019 speelde hij een hoofdrol in de VTM-serie Echte Verhalen: De Buurtpolitie als inspecteur Tom Vaneetvelde.Hij speelt de rol ook in de films De Buurtpolitie: De Tunnel en De Buurtpolitie: Het Circus. Eerder speelde hij al gastrollen in Familie (2011) als Steven, In Vlaamse Velden, Vermist en was hij ook te zien in enkele reclamespotjes. Van januari tot februari 2025 is hij kort te zien in de VRT-soapserie Thuis als Carlos Dille, een vader die Femke De Grote en Christine Leysen kent.